# Меркато Ортофрутиц. К. Да Фанело (Рагуза)
Меркато Ортофрутиц. К. Да Фанело је насеље у Италији у округу Рагуза, региону Сицилија.
Према процени из 2011. у насељу је живело 92 становника. Насеље се налази на надморској висини од 185 м.